# Hespererato
Hespererato là một chi ốc biển cỡ nhỏ, là động vật thân mềm chân bụng sống ở biển thuộc họ Triviidae.

## Các loài
Các loài thuộc chi Hespererato bao gồm:
- Hespererato maugeriae (Gray, 1832)[2]